# Chorizomma subterraneum
Chorizomma subterraneum is een spinnensoort in de taxonomische indeling van de Cicurinidae.
De wetenschappelijke naam van de soort werd voor het eerst geldig gepubliceerd in 1872 door Eugène Simon.